# Distrikt Cospán
Der Distrikt Cospán liegt in der Provinz Cajamarca in der Region Cajamarca in Nordwest-Peru. Der Distrikt wurde am 14. Dezember 1870 gegründet. Er besitzt eine Fläche von 553 km². Beim Zensus 2017 wurden 7264 Einwohner gezählt. Im Jahr 1993 lag die Einwohnerzahl bei 8198, im Jahr 2007 bei 7859. Sitz der Distriktverwaltung ist die auf einer Höhe von 2464 m gelegene Ortschaft Cospán mit 768 Einwohnern (Stand 2017). Cospán befindet sich 30 km südlich der Provinz- und Regionshauptstadt Cajamarca.

## Geographische Lage
Der Distrikt Cospán liegt in der peruanischen Westkordillere im äußersten Süden der Provinz Cajamarca. Entlang der nördlichen Distriktgrenze verläuft ein bis zu 4200 m hoher Gebirgskamm. Der Río San Jorge fließt entlang der südlichen Distriktgrenze nach Westen, der Río Cospán durchquert den zentralen Teil in südwestlicher Richtung. Beide Flüsse vereinigen sich im Südwesten des Distrikts zum Río Chuquillanqui, ein rechter Nebenfluss des Río Chicama.
Der Distrikt Cospán grenzt im Süden an die Distrikte Sayapullo und Lucma (beide in der Provinz Gran Chimú), im Westen an den Distrikt Cascas (ebenfalls in der Provinz Gran Chimú), im Nordwesten an den Distrikt Contumazá (Provinz Contumazá), im Norden an die Distrikte Asunción und Jesús sowie im Osten an den Distrikt Cachachi (Provinz Cajabamba).

## Ortschaften
Im Distrikt gibt es neben dem Hauptort folgende größere Ortschaften:
- Campoden
- Chicden
- Culquimarca
- Huariguro
- Huaycot
- Rambran
- San Jorge
- Santo Domingo de Culquimarca
- Siracal
- Sunchubamba (581 Einwohner)